# Джеймс Трафікант
Дже́ймс ́Ентоні Трафіќант (англ. James Anthony Traficant; 8 травня 1941 — 27 вересня 2014) — американський політик, колишній багаторічний член Палати представників США від штату Огайо (1985—2002). Був одним з небагатьох політиків, хто виступив на захист Джона Дем'янюка у США. Є критиком впливу ізраїлського лобі у США. На початку двотисячних років був визнаний винним судом у хабарництві та шахрайстві, за що був виключений з Палати представників та відбув семирічне ув'язнення.